# 레슬리역
레슬리역 (Leslie Station)은 토론토 지하철 4호선 셰퍼드의 정차역으로, 영 스트리트로부터 세 번째 중간 정차역이다. 레슬리 스트리트와 셰퍼드 애비뉴에 있는 이 역은 돈강이 역 동쪽으로 흐르기 때문에 상가와 주택 대부분은 레슬리 서쪽에 위치해있다. 근처에는 이케아와 노스요크 종합병원이 있다. 이 역은 버스 터미널이 있는 셰퍼드선의 유일한 중간 정차역이지만 셰퍼드선에서 베사리온 다음으로 두 번째로 승객이 저조한 역이다. 2018년년 기준 하루 평균 5,990명의 승객이 이 역을 이용하여 인접한 베사리온역 (2,990명)과 돈밀스역 (37,050명)과 비교된다.

## 역사
셰퍼드 / 레슬리 지역은 20세기 중반까지만 해도 시골이였고 이곳은 동쪽에 흐르는 돈강 때문에 별다른 개발이 이루어지기 힘든 지형이였다. 셰퍼드 애비뉴와 레슬리 스트리트는 처음에는 제대로 된 교차로가 아니였는데, 1968년에 레슬리 스트리트를 동쪽으로 이설해 올드 레슬리 스트리트가 오늘날까지 이어져왔다. 1950년대와 60년대 초반에는 이 지역은 아주 작은 마을이였으며 교회와 주유소만 딸랑 있었다.
대중교통이 처음 닿기 시작한 건 1963년 3월 18일에 84번 셰퍼드 버스가 윌슨하이츠에서 레슬리 서쪽에 있는 앰브로즈 로드까지 운행을 시작할 때였다. TTC는 레슬리 동쪽까지 운행할 계획이 있었으나 쇼네시 루프의 공사가 지연되었던 관계로 앰브로즈에 우선 종착하였다. 1963년 6월 10일에 공사가 끝났고 버스는 레슬리를 지났다. 이후 셰퍼드 버스는 동쪽으로 계속 이어졌고 운행 시간대도 점차 늘어났다.
레슬리 버스 노선은 훨씬 길어졌다. 1966년 2월 26일에 운행을 시작한 레슬리 버스는 요크밀스까지 운행했지만 레슬리 스트리트의 공사가 끝난 이후 TTC는 레슬리 버스를 노스요크 종합병원까지 연장 운행하였다. 1969년 1월 6일에는 종점이 맥니콜까지 연장되었고 개발이 이루어지면서 운행 시간대도 늘어났다.
통합시가 70년대와 80년대에 급속 성장하면서 노스요크 시의회와 멜 라스트먼 시장은 셰퍼드 지하철을 포함한 대중교통 발전을 촉구하였고 영 / 셰퍼드에 노스요크의 중심가를 조성하는 데 목표를 두었다. 1980년대 초반, 셰퍼드 지하철은 알렌 로드에서 스카버러 타운 센터까지 이어지고 1-2km마다 하나씩 정거장을 세울 계획이였다. 이에 따라 레슬리에도 정거장이 생기게 되었다.
이 계획은 1985년의 통합시의 지지를 받았지만 주정부의 지원이 1994년까지 지연되면서 영에서 돈밀스까지만 우선 지어졌고 베이뷰, 베사리온, 레슬리에만 중간 정차역이 생겼다. 1995년에 본격적으로 삽을 든 셰퍼드 지하철은 2002년 11월 24일에 개통하였다.

## 역 특징
레슬리역은 셰퍼드 애비뉴 남쪽에 위치해있으며 레슬리 스트리트에서 서쪽으로 뻗어나간다. 승강장 서쪽 끝에서는 셰퍼드 애비뉴에 있는 정문으로 이어지고 그 윗층에 있는 두 번째 출입구는 올드레슬리 스트리트와 역의 버스 터미널로 이어진다. 역 동쪽 끝에는 셰퍼드 / 레슬리 남동쪽에 있는 자동 출입구로 이어지는 통로가 있다. 돈강이 역 동쪽으로 바로 흐르기 때문에 지하철이 지면과 가까운 편이다. 메자닌층은 도로와 같은 층에 있으며 올드레슬리로 이어지는 출구 또한 도로와 같은 층에 있다.
셰퍼드선의 다른 역과 같이 이 역은 6량 대비로 지어졌는데, 승객 수가 저조한 관계로 4량으로 운행하였다. 이에 따라 승강장 동쪽의 여분 공간은 벽으로 막아두었고 동쪽에 있는 자동 출입구로 이어지는 통로는 더욱 길어졌다.
이와 동시에 TTC는 지하철을 지을 때 동쪽에 있는 강을 건너는 데 난공사를 치러야 했다. 하저 터널을 짓는 대신에 TTC는 강 위에 다리를 지었고 길이 60m 규모의 이 다리는 강물이 범람할 경우를 대비해 콘크리트로 외벽을 감쌌다. 다리 천장은 뚫려있고 천장 일부는 흙으로 뒤덮여있다. 다리를 따라 산책로도 조성되어있다.
레슬리역은 셰퍼드선의 다른 역과 같이 미니멀리즘을 따라 최소한으로 표현하였다. 외벽은 콘크리트 벽에 역 건물은 단순한 콘크리트와 유리벽으로 이루어져있다. 예술가 미카 렉시에는 레슬리역의 미술 작품과 특징을 설계한 장본인인데, 셰퍼드선의 건축 예산이 다운즈뷰역의 화려한 디자인에 대한 반발에 따라 삭감되었고 TTC는 건축에 꼭 필요한 세라믹 타일과 같은 재질을 이용해 미술 작품을 선보이기로 하였다.
렉시에는 레슬리역을 꾸미기 위해 지역 주민들로부터 3,400개의 손글씨를 받아냈는데, 출력된 앰퍼샌드 (&)에 "Sheppard" (셰퍼드)와 "Leslie" (레슬리)를 손글씨로 직접 썼다. 이 손글씨는 1만 7천개의 세라믹 타일로 출력되었고 역 승강장 주위로 다닥다닥 붙여놓았다. 이 작품은 《앰퍼샌드》 (Ampersand)로 렉시에는 "레슬리역이 교차하는 도로의 이름으로 알려져있고 지역 주민들이 각양각색의 손글씨로 써내려간 이 타일은 쓴 사람의 성별, 나이, 심지어는 직업까지 추측하게 만들고 이 작품은 개인과 더 큰 공동체의 이중성을 담은 작품"이라고 밝혔다.

### 역 수요
레슬리역은 하루 평균 6천 명 남짓의 승객이 이용하는 데 비해 역 규모는 굉장히 큰 편이여서 예산 낭비라는 비판도 제기되었다. 버스 터미널같은 경우에는 51번 버스가 스틸즈 및 에글린턴역 방면으로 양방향 정차하고 휠체어 수송 버스 또한 정차한다. 레슬리역이 개통함으로써 버스 노선 일부 재개편이 추진되었으나 이루어지지 않았다. 예를 들면 115번 실버힐스 버스를 요크밀스역에 종착하는 대신 레슬리역에 종착하는 방안도 검토하였으나 요크밀스 연선의 학교로 등하교하는 학생들에게는 이 노선이 그닥 유용하진 않을거란 지적에 현행 유지하였다. 또한 10번 밴혼 버스를 레슬리역까지 연장하는 방안도 검토되었으나 돈밀스역에 갈아타는 승객들에게 불편을 초래할 것이라 판단하여 이루어지지 않았다.
레슬리역은 또한 GO 트랜싯 리치먼드힐선의 통근열차역인 오리올역과 인접해있다. 이 역이 지어지면서 GO 역을 북쪽으로 몇백 미터가량 이설하고자 하는 논의가 있었으나 이 역은 이설되지 않았다. 지하철역에서 통근열차역까지 이어지는 길이 표시되어있긴 하지만 환승하는 데 있어서 거리가 먼 편이다. 게다가 통근열차역에서 가장 가까운 출구는 자동 출입구로 환승객이 어른 요금이나 프레스토 카드를 사용하지 않을 경우 셰퍼드 애비뉴까지 걸어가야 한다. 역 근처의 지형상 이루어질 수 있는 개발이 제한되어 있고 이에 따라 승객 수가 늘어나기엔 힘든 구조이다.

## 근처 명소
근처 명소로는 돈강 동부 지류와 노스요크 종합병원, 이케아 노스요크 지점, 캐나다 자연요법 의과대학(전 세네카 간호대학)과 캐네디언 타이어가 있다.

## 환승편
레슬리역에서 갈아탈 수 있는 버스 편은 아래와 같으며, 85번 버스는 역 밖 버스 정류장에서 갈아타야 한다. 이 역에서는 또한 이케아 노스요크 지점까지 운행하는 셔틀 버스를 올드 레슬리 스트리트에서 탈 수 있으며 평일 오전 9시 30분부터 오후 10시까지, 토요일 오전 8시 30분부터 오후 10시까지, 일요일 오전 9시 30분부터 오후 7시까지 매 15분 간격으로 운행한다.
|  |  |  |

|  |  |  |

|  |  |  |

|  |  |  |

|  |

|  |

| 맥니콜 |
| 커머   |

|  |  |  |

|  |  |  |

|  |  |  |

|  |  |  |

|  |  |  |  |  |

|  |  |  |

|  |  |  |

|  |  |  |

|  |  |  |

|  |  |  |

|  |

|  |

|  |  |  |  |  |

|  |  |  |

|  |  |  |

|  |  |  |

|  |  |  |

|  |  |  |

|  |  |  |

|  |  |  |  |  |

|  |  |  |

|  |  |  |

|  |  |  |

|  |  |  |

|  |  |  |

|  |  |  |

|  |

|  |

| 맥니콜 |
| 커머   |

|  |  |  |

|  |  |  |

|  |  |  |

|  |  |  |

|  |  |  |  |  |

|  |  |  |

|  |  |  |

|  |  |  |

|  |  |  |

|  |  |  |

|  |

|  |

|  |  |  |  |  |

|  |  |  |

|  |  |  |

|  |  |  |

|  |  |  |

|  |  |  |

|  |  |  |

|  |  |  |  |  |

|  |  |  |

|  |  |  |

|  |  |  |

|  |  |  |

|  |  |  |

|  |  |  |

|  |

|  |

| 맥니콜 |
| 커머   |

|  |  |  |

|  |  |  |

|  |  |  |

|  |  |  |

|  |  |  |  |  |

|  |  |  |

|  |  |  |

|  |  |  |

|  |  |  |

|  |  |  |

|  |

|  |

|  |  |  |  |  |

|  |  |  |

|  |  |  |

|  |  |  |

|  |  |  |

|  |  |  |

|  |  |  |

|  |  |  |  |  |

|  |  |  |

|  |  |  |

|  |  |  |

|  |  |  |

|  |  |  |

|  |  |  |

|  |

|  |

| 맥니콜 |
| 커머   |

|  |  |  |

|  |  |  |

|  |  |  |

|  |  |  |

|  |  |  |  |  |

|  |  |  |

|  |  |  |

|  |  |  |

|  |  |  |

|  |  |  |

|  |

|  |

|  |  |  |  |  |

|  |  |  |

|  |  |  |

|  |  |  |

|  |  |  |

|  |  |  |

|  |  |  |

|  |  |  |  |  |

|  |  |  |

|  |  |  |

|  |  |  |  |  |

|  |  |  |

|  |  |  |

|  |  |  |

|  |  |  |  |  |  |  |

|  |  |  |  |  |

|  |  |  |

|  |

|  |

|  |

|  |

|  |

|  |

|  |

|  |  |  |

|  |  |  |  |  |

|  |

|  |  |  |

|  |  |  |

|  |  |  |

|  |

|  |

|  |

|  |

| 프로그레스 |
| 맬번       |

|  |

| 랩슬리 |
| 워시번 |

|  |

|  |

| 브레큰   |
| 브레니언 |

|  |

|  |

|  |  |  |  |  |

|  |  |  |  |  |

|  |  |  |  |  |

|  |  |  |  |  |

|  |

|  |

|  |  |  |

|  |  |  |

|  |  |  |

|  |  |  |  |  |

|  |  |  |

|  |  |  |

|  |  |  |

|  |  |  |  |  |  |  |

|  |  |  |  |  |

|  |  |  |

|  |

|  |

|  |

|  |

|  |

|  |

|  |

|  |  |  |

|  |  |  |  |  |

|  |

|  |  |  |

|  |  |  |

|  |  |  |

|  |

|  |

|  |

|  |

| 프로그레스 |
| 맬번       |

|  |

| 랩슬리 |
| 워시번 |

|  |

|  |

| 브레큰   |
| 브레니언 |

|  |

|  |

|  |  |  |  |  |

|  |  |  |  |  |

|  |  |  |  |  |

|  |  |  |  |  |

|  |

|  |

|  |  |  |

|  |  |  |

|  |  |  |

|  |  |  |  |  |

|  |  |  |

|  |  |  |

|  |  |  |

|  |  |  |  |  |  |  |

|  |  |  |  |  |

|  |  |  |

|  |

|  |

|  |

|  |

|  |

|  |

|  |

|  |  |  |

|  |  |  |  |  |

|  |

|  |  |  |

|  |  |  |

|  |  |  |

|  |

|  |

|  |

|  |

| 프로그레스 |
| 맬번       |

|  |

| 랩슬리 |
| 워시번 |

|  |

|  |

| 브레큰   |
| 브레니언 |

|  |

|  |

|  |  |  |  |  |

|  |  |  |  |  |

|  |  |  |  |  |

|  |  |  |  |  |

|  |

|  |

|  |  |  |

|  |  |  |

|  |  |  |

|  |  |  |  |  |

|  |  |  |

|  |  |  |

|  |  |  |

|  |  |  |  |  |  |  |

|  |  |  |  |  |

|  |  |  |

|  |

|  |

|  |

|  |

|  |

|  |

|  |

|  |  |  |

|  |  |  |  |  |

|  |

|  |  |  |

|  |  |  |

|  |  |  |

|  |

|  |

|  |

|  |

| 프로그레스 |
| 맬번       |

|  |

| 랩슬리 |
| 워시번 |

|  |

|  |

| 브레큰   |
| 브레니언 |

|  |

|  |

|  |  |  |  |  |

|  |  |  |  |  |

|  |  |  |  |  |

|  |  |  |  |  |

|  |

|  |

|  |  |  |

|  |  |  |

|  |  |  |

|  |  |  |  |  |  |  |

|  |  |  |  |  |

|  |  |  |

|  |  |  |

|  |  |  |  |  |  |  |

|  |  |  |  |  |

|  |  |  |

|  |

|  |

|  |

|  |  |  |

|  |  |  |  |  |

|  |  |  |

|  |  |  |

|  |  |  |

|  |

|  |

|  |

|  |  |  |  |  |  |  |

|  |  |  |  |  |

|  |  |  |

|  |  |  |

|  |  |  |  |  |  |  |

|  |  |  |  |  |

|  |  |  |

|  |

|  |

|  |

|  |  |  |

|  |  |  |  |  |

|  |  |  |

|  |  |  |

|  |  |  |

|  |

|  |

|  |

|  |  |  |  |  |  |  |

|  |  |  |  |  |

|  |  |  |

|  |  |  |

|  |  |  |  |  |  |  |

|  |  |  |  |  |

|  |  |  |

|  |

|  |

|  |

|  |  |  |

|  |  |  |  |  |

|  |  |  |

|  |  |  |

|  |  |  |

|  |

|  |

|  |

|  |  |  |  |  |  |  |

|  |  |  |  |  |

|  |  |  |

|  |  |  |

|  |  |  |  |  |  |  |

|  |  |  |  |  |

|  |  |  |

|  |

|  |

|  |

|  |  |  |

|  |  |  |  |  |

|  |  |  |

|  |  |  |

|  |  |  |

|  |

|  |

|  |

### GO 트랜싯
레슬리역은 GO 트랜싯 리치먼드힐선의 오리올역에서 북쪽으로 500미터가량 떨어져있으나 두 역은 서로 연결되어있지 않다. 현재까지 오리올역을 셰퍼드 애비뉴 근처로 이전하려는 계획은 없으며 레슬리역에서 GO 트랜싯 통근 열차로 갈아타려면 버스 터미널 밖에 있는 출구로 빠져나와 올드 레슬리 / 에스더 샤이너에서 통근 열차 승강장 북쪽 끝으로 이어지는 보행자 통로를 이용해야 한다.

## 인접한 역
| 4호선 셰퍼드            | 4호선 셰퍼드 | 4호선 셰퍼드 |
| ----------------------- | ------------ | ------------ |
| 베사리온 셰퍼드-영 방면 | 4호선 셰퍼드 | 돈밀스 방면  |

## 같이 보기
- 오리올역